# Sermiligaaq
Sermiligaaq nebo Sermilingaaq (zastarale Sermiligâq, Sermilingâq, Sermilygaaq nebo Sermilygâq) je osada v Grónsku v kraji Sermersooq. Nachází se blízko fjordu Sermilik. V roce 2017 tu žilo 199 obyvatel, takže je to osmá největší osada kraje Sermersooq a třicátá největší osada Grónska. Název Sermiligaaq znamená „nádherný ledovcový fjord“.

## Počet obyvatel
Počet obyvatel Sermiligaaqu v posledních dvou desetiletích pozvolně stoupal, na rozdíl od počtu obyvatel v Kuummiitu a Kulusuku. V posledních letech však začal klesat.